# Ludovik
Ludovik je moško osebno ime.

## Izvor imena
Ime Ludovik je različica imena Ludvik.

## Pogostost imena
Po podatkih Statističnega urada Republike Slovenije je bilo na dan 31. decembra 2007 v Sloveniji število moških oseb z imenom Ludovik: 152.

## Osebni praznik
V koledarju je ime Ludovik skupaj z Ludvikom; god praznuje 28. aprila ali pa 25. avgusta.